# Opius importatus
Opius importatus är en stekelart som beskrevs av Fischer 1971. Opius importatus ingår i släktet Opius och familjen bracksteklar. Inga underarter finns listade i Catalogue of Life.